# Церква Вахто
Церква Вахто (фін. Vahdon kirkko, швед. Vahto kyrka) — дерев'яна прямокутна довга церква, розташована у Вахто, що входить до складу громади Руско, Фінляндія.

## Історія
Церква збудована у 1803 році за проєктом, розробленим у Вищій інспекції архітектури в Стокгольмі.
У 1837 році зовнішній вигляд церкви було оновлено: на західному фасаді споруджено дзвіницю, а на південній довгій стороні — додатковий вестибюль. Нижня частина старої окремої дзвіниці нині використовується як склад на південь від церкви, а верхню частину було знесено після будівництва нової дзвіниці. Дзвони датуються 1708 і 1878 роками.
Церква має прямокутні вікна, склепінчасту стелю та хорові балкони над ризницею і зброярнею. Реставраційні роботи проводилися у 1873, 1875, 1879, 1903, 1909, 1951 та 1965 роках. Загальна площа церкви становить 208 м², кількість сидячих місць — 300. Головний вівтарний образ, який перебуває в користуванні нині, — Явлення Воскреслого Христа учням біля хреста, написаний Теодором Шаліном у 1906 році. Серед старіших вівтарних образів — Страшний суд роботи Петтерa Ланга (1747) та найстаріший — Причастя, написаний Ларсом Мюрою у 1704 році.
Старі органи з вісьмома регістрами були виготовлені фабрикою органів у Кангасалі у 1928 році, а їхній фасад походив від органів Альберґа Філена 1876 року. Сучасні органи встановлені у 2001 році.
Капітальний ремонт внутрішнього простору церкви було здійснено у 1999 році, тоді ж відновлено розписи на балконах. Зовнішнє фарбування церкви проведено у 2003 році.